# Degehabur
Degehabur (en somalí: Dhagaxbuur, amhárico: ደገህ ቡር) es una ciudad en la región Somalí de Etiopía. 

## Historia

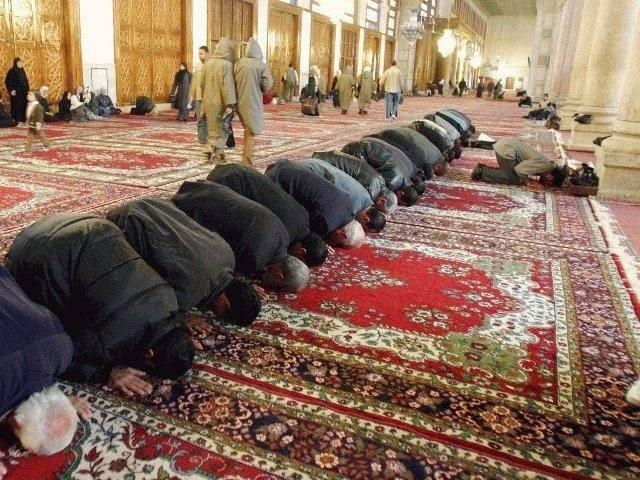
La mezquita blanca

Durante el siglo XIX, Degehabur fue un importante punto de parada para las caravanas que cruzaban el Haud hacia Hargeisa y Berbera en Somalilandia, pero cuando el Mayor HGC Swayne viajó por la zona en 1893, la encontró abandonada y la usa como ejemplo de la destrucción causada por la inseguridad resultante de las disputas entre tribus. Según Swayne, en el momento de su visita «antiguamente había muchas millas cuadradas de cultivo de jowdri, que han sido abandonadas en los últimos años, y ahora solo queda una inmensa área de rastrojo y las ruinas del pueblo. Dagahbur solía ser un asentamiento próspero de mil quinientos habitantes ... ahora no queda ni una choza». En la década de 1920, Degehabur comenzó a recuperarse. Se decía que había unas doscientas aldeas a la distancia de un día de viaje y que utilizaban el mercado de Degehabur. En 1931 había carreteras transitables en cinco direcciones desde la ciudad. Los habitantes adinerados habían comenzado a construir edificios de dos pisos.
Debido a su ubicación estratégica, Degehabur fue utilizado por Dejazmach Nasibu Emmanual como su cuartel general al comienzo de la segunda guerra ítalo-etíope. A pesar de la construcción de una serie de fortificaciones al sur de la ciudad, los italianos al mando del general Rodolfo Graziani derrotaron a los defensores etíopes en la batalla de Ogaden y ocuparon Degehabur el 30 de abril de 1936. En la campaña de África Oriental en la Segunda Guerra Mundial, la Brigada de Nigeria expulsó a los italianos de la ciudad en marzo de 1941.
Degahabur fue ferozmente defendido por la 11.ª Brigada del Ejército de Etiopía al comienzo de la guerra de Ogaden, hasta que a fines de julio de 1977 se ordenó a la unidad que se retirara a Jijiga. Fue recapturada por la 69.ª Brigada y la Tercera Brigada de Tanques de Cuba el 6 de marzo de 1978. Haji Abdinur Sheikh Mumin, imán de la mezquita de Degehabur, fue uno de los detenidos en 1994 por apoyar al Frente de Liberación Nacional de Ogaden (ONLF). Amnistía Internacional informó en 1996 de que seguía en prisión esperando un juicio.
El 28 de mayo de 2007, durante la celebración de Ginbot 20 (celebración de la caída del Derg), Degehabur y Jijiga fueron el escenario de ataques contra civiles y funcionarios gubernamentales. Al menos 16 personas murieron y 67 resultaron heridas; uno de los heridos era Abdulahi Hassan Mohammed, presidente de la región Somalí, quien estaba hablando en la ceremonia. El gobierno etíope culpó del ataque al ONLF, quien luego negó la responsabilidad del ataque.
En parte como respuesta a este ataque, el ejército etíope comenzó a confiscar vehículos comerciales que trasladaban mercancías a las zonas afectadas por el conflicto de la región Somalí. En mayo de 2007, el último gran convoy comercial salió de Hargeisa, compuesto por 18 camiones equipados con alimentos y ropa. Este convoy se detuvo cerca de Degehabur y los 18 camiones fueron confiscados por el ejército y llevados a la base militar en esa ciudad. A finales de septiembre de 2007, cuatro meses después, según sus propietarios, los 18 camiones seguían incautados en la base militar.

## Demografía
Según cifras de la Agencia Central de Estadística en 2007, Degehabur tiene una población total estimada de 30.027 de los cuales 16.474 son hombres y 13.553 son mujeres. El censo de 1997 informó que esta ciudad tenía una población total de 28,708 de los cuales 14,976 eran hombres y 13,732 mujeres. Los dos grupos étnicos más grandes registrados en esta ciudad fueron los somalíes (95,92%) y los amhara (2,53%); todos los demás grupos étnicos constituían el 1,55% restante de los residentes.

## Urbanismo
Los lugares de interés locales incluyen la Iglesia de San Jorge y la mezquita blanca de Degehabur, que Anthony Mockler describió como la más importante de Ogaden. La ONG Médicos sin Fronteras gestiona una clínica en Degehabur. El 31 de octubre de 2007 se anunció que la mejora de la carretera de 165 kilómetros entre Degahabur y la capital regional, Jijiga, para convertirla en una carretera asfaltada para todo tipo de clima estaría casi terminada, y que los 40 kilómetros restantes están a la espera de completarse.